# Ай-Тодор (имение)
Ай-Тодор — бывшее имение Великого князя Михаила Николаевича Романова, а затем Великого князя Александра Михайловича Романова. В настоящее время в зданиях имения расположен санаторий имени Розы Люксембург. Расположено в Гаспре. Названо по имени мыса Ай-Тодор, рядом с которым находится. Является частью «Царского берега» на Южном берегу Крыма.

## История
В 1869 году Великий князь Михаил Николаевич Романов приобрёл у княгини Мещерской живописный участок около мыса Ай-Тодор на почтовом тракте у Ай-Петринской яйлы площадью около 70 десятин. Купленное имение Михаил Николаевич подарил своей супруге Великой княгине Ольге Фёдоровне. От прежних владельцев остался ряд построек. На участке в 1860 году ялтинским архитектором М. И. Котенковым было построено небольшое дворцовое здание, трёхкомнатный «столовый» корпус в классическом стиле, отделанный деревянными панелями и лепкой, с паркетным полом и стеклянным потолком. Кроме того вокруг дворца был разбит парк, построены свитский (кавалерский) корпус, конюшни и прочие хозяйственные постройки. Строения Котенкова этого периода его творчества отличаются орнаментальностью деревянных фасадов. Свитский корпус не сохранился до настоящего времени.
Имение было ограничено с севера почтовым трактом (в настоящее время — Севастопольское шоссе). С юга имение было ограничено западным отрогом мыса Ай-Тодор. Въезд в имение находился со стороны почтового тракта. Комплекс усадебных строений разместился на небольшой площадке, удалённой от прибрежной линии, что вызвано условиями южнобережной гористости.
В 1882 году в честь пятидесятилетия Михаила Николаевича, которое отмечалось тут же, во дворце, баронесса М. П. Фредерикс подарила Великому князю бюст его матери, императрицы Александры Федоровны, который впоследствии находился в кабинете дворца.
Во дворце провели детство дети Михаила Николаевича. После смерти Великой княгини Ольги Фёдоровны имение было разделено между сыновьями. Основная часть имения вместе с дворцом отошли Александру Михайловичу, а меньшая часть имения отошла его брату Великому князю Георгию Михайловичу.
В 1894 году Александр Михайлович после свадьбы с Великой княгиней Ксенией Александровной привёз молодую супругу в своё имение. Молодожёны прибыли в Ай-Тодор 5 августа 1894 года на яхте «Тамара». Резиденция старшего брата Ксении Александровны императора Николая II Ливадийский дворец была расположена неподалеку от Ай-Тодор, из-за чего семьи Александра Михайловича и Николая II часто совместно проводили время. По инициативе Александра Михайловича от восточного въезда в имение Ай-Тодор в сторону Ливадии до Верхней Ореанды для пеших прогулок была организована «Горизонтальная дорожка», в настоящее время «Царская» или «Солнечная» тропа.

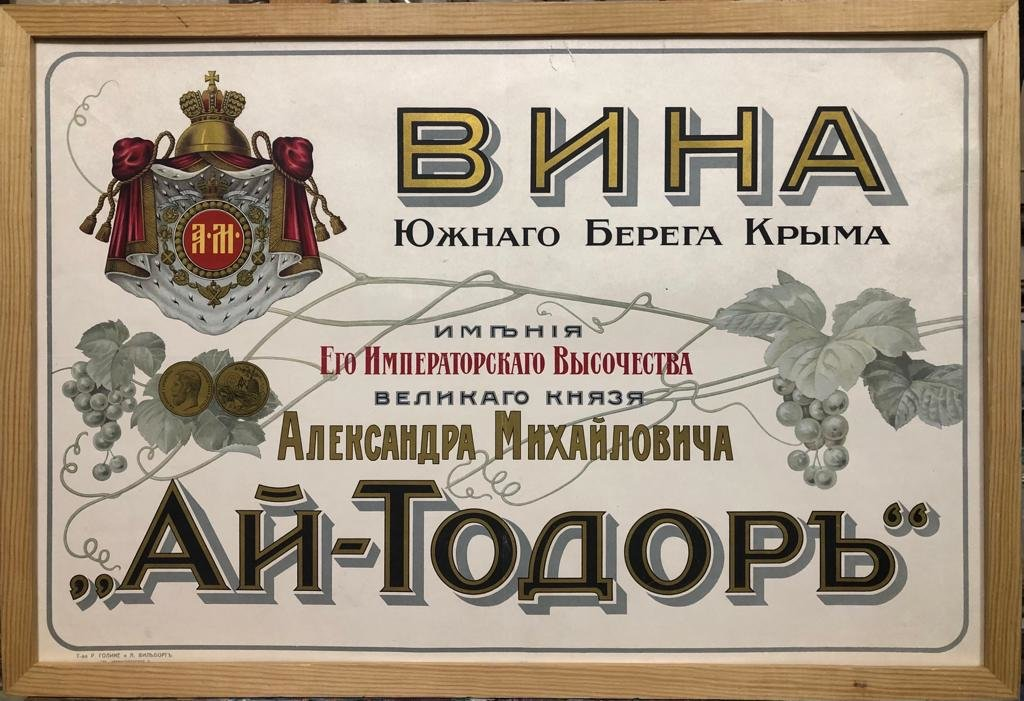
Реклама вин имения Ай-Тодор Великого князя Александра Михайловича

На значительной части территории были разбиты виноградники и построены винные подвалы. Производились столовое красное и белое вина, Мускат сладкий, Каберне красное, бордо, мадера, Педро-Хименес, Семильон, которые продавались в Симферополе, Виннице, Лодзи, Омске и других городах.
Александр Михайлович увлекался археологией, и под его руководством на мысе Ай-Тодор на месте древнеримской крепости Харакс в 1896 году были начаты раскопки. Археологическая коллекция древностей Александра Михайловича насчитывала около 500 единиц, большая часть из которых была передана в Херсонесский музей древностей.
К 1902 году скупая близлежащие земли у крымских татар Александр Михайлович расширил принадлежавший ему участок до площади более 200 десятин. В 1904 году архитектор Н. П. Краснов построил в усадьбе бараки для размещения воинов, раненых во время русско-японской войны. В их оформлении были использованы архитектурные элементы дворца «Харакс», который архитектор одновременно строил в соседнем имении. На сегодняшний день бараки не сохранились. В 1912 году архитектором Н. П. Красновым в имении был построен двухэтажный флигель (детский дворец) для детей, в котором жили сыновья Великого князя. Здание построено в стиле «модерн», интерьеры и фасад были оформлены копиями античных барельефов с жанровыми сценами, которые предположительно были обнаружены при раскопках крепости Харакс. Из барельефов до настоящего времени сохранился только один — «Землепашец» на фасаде здания. Также на первом этаже со времени постройки сохранился камин.
В 1912 году в имении была реконструирована дворцовая церковь и построена школа.
В 1917 году временное правительство под конвоем матросов отправило Александра Михайловича вместе с членами его семьи в крымское имение. 11 декабря 1918 года Александр Михайлович Романов покинул Крым и прибыл в Италию на корабле «Форсайт» британского флота. Позже, 11 апреля 1919 года к нему присоединилась семья (жена, дети), а также вдовствующая императрица Мария Федоровна и другие родственники, отбыв на английском линкоре "Мальборо" до Мальты и далее на корабле "Лорд Нельсон" в Англию.
После установления в Крыму советской власти имение Ай-Тодор стало собственностью Райсовхоза и вошло в состав совхоза «Гаспра». Принадлежавшие семье Романовых предметы искусства и археологические находки были переданы в музеи Крыма. В 1921 году в имении открылся дом отдыха ЦК металлистов «Ай-Тодор». С 1929 года на территории имения был организован санаторий для больных туберкулезом лёгких, в 1934 году переоборудованный в санаторий для детей и подростков, больных туберкулезом лёгких имени Розы Люксембург. Во дворце для детей расположились спальные корпуса санатория. Во время Великой Отечественной войны здесь организовывается санаторий для советских воинов. В ноябре 1945 года санаторий вновь принимает взрослых, больных туберкулёзом лёгких. С 1956 года санаторий перепрофилируют в детский, который принимает на оздоровление детей от 7 до 14 лет без туберкулёза.
С целью укрупнения многоместных палат санатория некоторые комнаты основного дворца были перестроены для укрупнения. Интерьеры в связи с несколькими косметическими и капитальными ремонтами практически не сохранились.